# Concilio de Pisa

Mapa que muestra el apoyo a Aviñón (anaranjado) y a Roma (azul) durante el Cisma de Occidente.

El Concilio de Pisa fue una reunión de cardenales, obispos y teólogos, que se celebró en el año 1409 con la intención de poner fin a la división que desde hacía treinta años afectaba a la Iglesia católica. Período conocido con el nombre de Cisma de Occidente. El concilio depone a los papas Gregorio XII de Roma y Benedicto XIII de Aviñón, y seguido de un cónclave, los cardenales eligen a Alejandro V, dando paso a lo que los contemporáneos llamaban el maldito trinomio.  El concilio de Pisa no es reconocido por la Iglesia católica en la lista de concilios ecuménicos.

## Preliminares
Desde 1378 la cristiandad se encontraba dividida bajo la obediencia de dos papas, uno en Roma y otro en Aviñón. A tal período de la historia de la Iglesia se le llama Cisma de Occidente y ninguna de las vías empleadas para ponerle fin había tenido éxito. La vía diplomática no resultó porque nunca se había intentado seriamente un compromiso arbitral entre las dos partes, la vía de la dimisión había fallado debido a la obstinación de los papas rivales, y la vía de la guerra tampoco había dado resultado. Así la sucesión en los dos bandos continuaba, sin poner fin a la división. A Urbano VI le siguieron Bonifacio IX, Inocencio VI y Gregorio XII en la sede romana; mientras que Benedicto XIII había sucedido a Clemente VII en la de Aviñón.
Hacia 1408 los cardenales de los pontífices reinantes estaban muy descontentos, unos por la pusilanimidad y el nepotismo de Gregorio XII, otros por la obstinación de Benedicto XIII. Como mejor método para resolver este problema se optó por celebrar un concilio general, como ya había recomendado al principio del cisma el rey francés Carlos V a los cardenales de Anagni y Fondi en la rebelión contra Urbano VI. También había sido pedido por varios consejos, por las ciudades de Gante y Florencia, por la Universidad de Oxford y la Universidad de París, además de por los doctores más renombrados como, por ejemplo, Enrique de Langenstein, Conrado de Gelnhausen, Juan Gerson y sobre todo Pedro de Ailly.
Apoyados por el rey Carlos VI de Francia y la Universidad de París, y fundamentándose en los consejos de los ya anteriormente citados, cuatro cardenales de Aviñón fueron a Livorno donde se entrevistaron con nueve cardenales de Roma para preparar una reunión. Una vez allí buscaron la unión de la Iglesia. Redactaron una carta que dirigieron a los obispos y príncipes de la cristiandad, el 2 y el 5 de julio de 1408, por medio de la cual convocaban a un consejo general en Pisa, a celebrarse el 25 de marzo de 1409.
Enterados de la desobediencia de sus cardenales, para contrarrestar la reunión convocada en Pisa, Benedicto XIII convocó un consejo en Perpiñán, mientras que Gregorio XII reunió otro en Aquilea. En realidad los "rebeldes" cardenales tuvieron más poder de convocatoria y día a día se sumaban a ellos, príncipes y obispos que pretendían solucionar la situación caótica de la cristiandad por medio de un concilio.

## Desarrollo del concilio

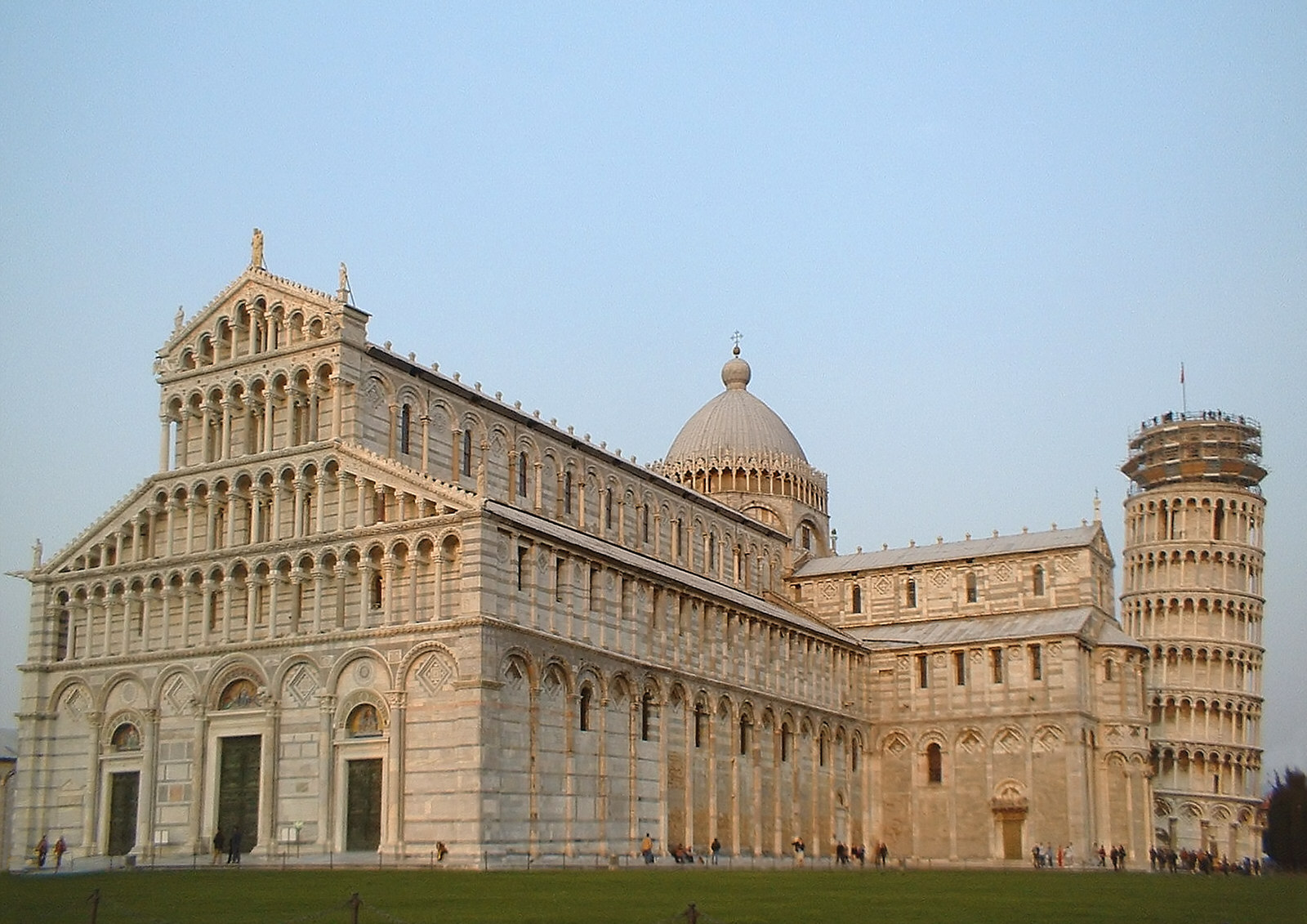
Concilio del 1409 cuyo nombre toma de la catedral donde se celebró, a lado la icónica torre que lleva el mismo nombre"pisa"

El concilio inició el día señalado, 25 de marzo de 1409, fiesta de la Anunciación. El lugar de reunión fue la catedral de Pisa, a ella se presentaron 4 patriarcas, 22 cardenales y 80 obispos se reunieron en la Catedral de Pisa bajo la presidencia del cardenal Guido de Malesset, obispo de Palestrina. Entre el clero, hubo representantes de 100 obispos ausentes y de 87 abades con los poderes de los que no podían ir hasta Pisa, 41 priores y generales de órdenes religiosas y 300 doctores en teología o derecho canónico. Los embajadores de todos los reinos cristianos completaron la asamblea.
Dos cardenales diáconos, dos obispos y dos notarios se acercaron a las puertas de la iglesia y de un grito en latín apelaron a los Papas rivales a salir. Nadie respondió, por lo que preguntaron si alguien había sido designado para representarlos. Otra vez nadie respondió, por lo que los delegados solicitaron que Gregorio y Benedicto fuesen declarados culpables de contumacia. Durante tres días consecutivos se repitió esta ceremonia mientras se escuchaban los testimonios contra los demandados. 

### Defensores de Gregorio XII y Benedicto XIII
El 15 de abril una embajada alemana en defensa de Gregorio llegó a Pisa bajo instancia de Roberto de Baviera, rey de los romanos. John, Arzobispo de Riga, puso varias objeciones pero en general los delegados alemanes fueron tratados hostilmente y obligados a salir de la ciudad. Carlos Malatesta, Príncipe de Rímini, adoptó una postura diferente, mostrando a Gregorio XII como un hombre orador, un político y un caballero, pero fracasó.
Benedicto XIII, por su parte, rechazó asistir al concilio en persona, pero acabó enviando unos delegados el 14 de junio, lo que provocó las protestas y la risa del concilio por la tardanza. Escucharon al Canciller de Aragón mientras el Arzobispo de Tarragona hizo una declaración imprudente de guerra. Intimidados, algunos embajadores, entre ellos Bonifacio Ferrer, Prior de la Gran Cartuja, abandonó la ciudad y volvió con su maestro.

### Condena y deposición de los papas
Hubo unanimidad entre los 500 miembros durante el mes de junio, sobre todo en la decimoquinta sesión general que se celebró el 5 de junio de 1409. Cuando la demanda de la condena definitiva contra Benedicto (Pedro de Luna) y Gregorio (Angelo Corrario) se hizo efectiva, los padres de Pisa devolvieron la sentencia en una acción sin precedentes en la historia de la Iglesia hasta entonces. Todo se revolvió aún más cuando el Patriarca de Alejandría, Simon de Cramaud, dirigió una carta en agosto llamada: "Benedicto XIII y Gregorio XII", donde dijo que eran herejes, culpables de perjurio, violación de las promesas solemnes y culpables de escandalizar la Iglesia universal.
En consecuencia, fueron declarados indignos del Pontificado Soberano y fueron depuestos de sus funciones y dignidades. Todas las actas y procedimientos hechos por ellos fueron anulados y la Santa Sede fue declarada vacante. Esta sentencia fue recibida con aplausos, fue cantado el Te Deum y además se celebró una procesión, el Corpus Christi.
Todos los miembros añadieron sus firmas al decreto y pareció ser el final del concilio. El 15 de junio los cardenales se reunieron en el Palacio Arzobispal de Pisa para elegir un nuevo Papa y el Cónclave duró once días. No hubo apenas problemas externos, a pesar de las intrigas para hacer elegir un Papa francés. El Cardenal Cossa consiguió el 26 de junio de 1409 una votación unánime en favor del Cardenal Pedro Philarghi, que tomó el nombre de Papa Alejandro V.
Él mismo presidió las cuatro últimas sesiones del concilio y confirmó todas las órdenes hechas por los cardenales después de su rechazo de obediencia a los antipapas, unió los dos colegios sagrados y posteriormente declaró que él trabajaría con energía para la reforma.

## Lista de cardenales electores de Alejandro V
Fueron 24 los cardenales que participaron en la elección del antipapa Alejandro V, 14 de obediencia a Roma y 10 de obediencia a Aviñón.

### Obediencia a Roma
- Enrico Minutoli (creado el 18 de diciembre de 1389): Cardenal-obispo de Frascati; Decano del colegio cardenalicio; Camarlengo del Colegio Cardenalicio; arcipreste de la Basílica de Santa María la Mayor
- Antonio Caetani (27 de febrero de 1402): Cardenal-obispo de Palestrina; Tribunal de la Penitenciaria Apostólica; arcipreste de la Archibasílica de San Juan de Letrán
- Angelo d'Anna de Sommariva (17 de diciembre de 1384): Cardenal-sacerdote de S. Pudenziana; protosacerdote del colegio cardenalicio
- Corrado Caraccioli (12 de junio de 1405): Cardenal-sacerdote de S. Crisogono; administrador de Mileto
- Francesco Uguccione (12 de junio de 1405): Cardenal-sacerdote de SS. IV Coronati; administrador de Burdeos
- Giordano Orsini (12 de junio de 1405): Cardenal-sacerdote de SS. Silvestro y Martino en Monti
- Giovanni Migliorati (12 de junio de 1405): Cardenal-sacerdote de S. Croce en Jerusalem; administrador de Ravenna
- Pietro Filargo (12 de junio de 1405): Cardenal-sacerdote de SS. XII Apostoli; administrador de Milán
- Antonio Calvi (12 de junio de 1405): Cardenal-sacerdote of S. Prassede; arcipreste de la Basílica de San Pedro
- Landolfo Maramaldo (21 de diciembre de 1381): Cardenal-diácono de S. Nicola en Carcere Tulliano; Protodiácono del colegio cardenalicio;
- Rinaldo Brancaccio (17 de diciembre de 1384): Cardenal-diácono de SS. Vito y Modesto; comendatario de S. Maria en Trastevere
- Baldassare Cossa (27 de febrero de 1402): Cardenal-diácono de S. Eustachio; legate en Bolonia y Romaña
- Oddone Colonna (12 de junio de 1405): Cardenal-diácono de S. Giorgio en Velabro; obispo de Urbino
- Pietro Stefaneschi (12 de junio de 1405): Cardenal-diácono de S. Angelo en Pescheria

### Obediencia a Aviñón
- Gui de Malsec (creado el 20 de diciembre de 1375): Cardenal-obispo de Palestrina; Decano del colegio cardenalicio
- Niccolò Brancaccio (18 de diciembre de 1378): Cardenal-obispo de Albano
- Jean de Brogny (12 de julio de 1385): Cardenal-obispo de Ostia y Velletri;
- Pierre Girard (October 17, 1390): Cardenal-obispo de Frascati; Tribunal de la Penitenciaria Apostólica
- Pierre de Thury (12 de julio de 1385): Cardinal-sacerdote de S. Susanna; protosacerdote del colegio cardenalicio
- Pedro Fernández de Frías (23 de enero de 1394): Cardenal-sacerdote de S. Prassede
- Amadeo Saluzzo (23 de diciembre de 1383): Cardenal-decano de S. Maria Nuova; protodecano del colegio cardenalicio
- Pierre Blain (24 de diciembre de 1395): Cardenal-decano de S. Angelo en Pescheria
- Louis de Bar (21 de diciembre de 1397): Cardenal-decano de S. Ágata; administrador de Langres
- Antonio de Challant (9 de mayo de 1404): Cardenal-decano de S. Maria en Via Lata; administrador de Tarentaise

## Consecuencias
Una vez que terminó el Concilio y se proclamó a Alejandro como nuevo Papa, algunas universidades mantuvieron que si Gregorio y Benedicto eran dudosos también lo eran los cardenales escogidos por ellos. Por lo tanto, pensaron que ¿cómo podría Alejandro tener derechos indiscutibles y el reconocimiento de toda la Cristiandad? Así pues, la situación era aún peor, ahora había tres Papas perseguidos y exiliados de sus capitales.
A pesar de no ser elegido como era habitual en un Papa, la posición de Alejandro era mejor que la de Gregorio y Benedicto. En esta situación Francia, Inglaterra, Portugal, Bohemia, Prusia, algunos Estados de Alemania, Italia y el Condado Venaissin eran seguidores de Alejandro; Nápoles, Polonia, Baviera y parte de Alemania eran seguidores de Gregorio, y España y Escocia estaban sujetos a Benedicto.
El Concilio fue también duramente condenado. Theodore Urie, un partidario de Gregorio, dudó de los motivos del concilio de Pisa. Un partidario violento de Benedicto, Bonifacio Ferrer, lo llamó "convento de demonios", y San Antonio, Tomás Cayetano, Turrecremata y Odericus Raynaldus también pusieron en duda toda su autoridad. Los historiadores protestantes ven en el concilio de Pisa un pre anuncio de la reforma; mientras que para san Roberto Belarmino es simplemente una asamblea, un consejo general que no fue ni aprobado, ni desaprobado.